# تيرينس ديلون
تيرينس ديلون (بالإنجليزية: Terence Dillon) هو مجدف بريطاني، ولد في 8 مايو 1964 في Skipton-on-Swale ‏ في المملكة المتحدة.

## وصلات خارجية
- تيرينس ديلون على موقع الاتحاد الدولي للتجديف (الإنجليزية)
- تيرينس ديلون على موقع اللجنة الأولمبية الدولية (الإنجليزية)
- تيرينس ديلون على موقع أوليمبيديا (الإنجليزية)
- تيرينس ديلون على موقع اللجنة الأولمبية البريطانية (الإنجليزية)